# Hotel Timișoara

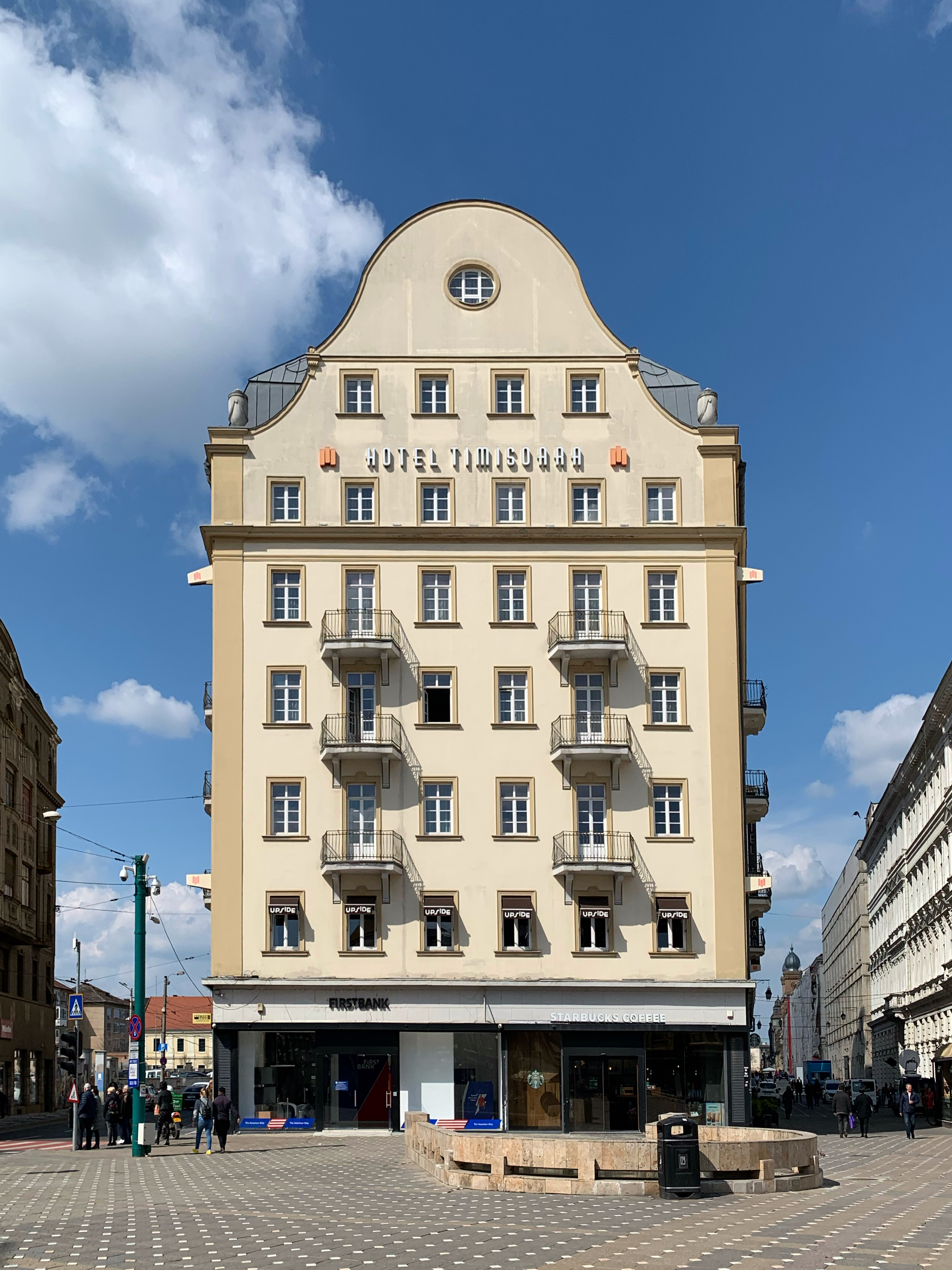
Clădirea veche a Hotelului Timişoara

Hotel Timișoara este un hotel din Timișoara. A fost construit după planurile arhitectului László Székely.
Clădirea veche, aflată cu fața spre Piața Operei, a fost construită de un consorțiu de bănci șvăbesti locale, cunoscut sub numele de "Băncile Bănățene Reunite". După 1930, consorțiul le-a cerut arhitecților László Székely și Mathias Hubert să le proiecteze ca sediu o clădire impunătoare, cu șase etaje. O parte a clădirii urma să fie hotel. Lucrările s-au finalizat în 1933. Denumirea clădirii era Pensionul Central, adică hotel și pensiune.
Între 1975-1978 a fost extins pe locul unde se afla fosta chestură a poliției, care a fost demolată. Proiectant a fost arhitectul Gh. Gârleanu.
Hotel Timișoara a fost renovat complet în 2007-2008. De acum datează și cele două ascensoare ultramoderne. Parcarea acomodează 60 de parcaje și este supravegheată 24 din 24. 
În 2010, Hotelul Timișoara a intrat într-un amplu program de transformare. După renovarea fațadei, finalizată în 2009, Grupul de firme Bega a investit 4,5 milioane de euro pentru transformarea clădirii istorice în primul hotel de 5 stele din Timișoara. 
„Cea mai spectaculoasă transformare o va suferi holul de intrare în hotel. Acesta va corespunde exigenței standardelor de 5 stele și, în premieră pentru România, va fi completat de o galerie de artă - Galeria Calina, un nume deja consacrat în domeniul artei românești“ (www.ziuadevest.ro Arhivat în 1 martie 2010, la Wayback Machine.).
În total sunt preconizate în jur de 220 de camere, 95% în regim de dublă, adică 550 de locuri de cazare, ceea ce reprezintă cea mai mare capacitatea hotelieră din Timișoara.